# 薩克森-科堡-哥達的菲利普王子
薩克森-科堡-哥達的菲利普（德語：Philipp von Sachsen-Coburg und Gotha，1844年3月28日—1921年7月3日），薩克森-科堡-哥達王朝的成員，法國國王路易-菲利普一世的外孫。

## 家庭
1875年，菲利普和比利時國王利奧波德二世的女兒路易絲公主結婚，兩人共有1子1女：
1. 利奧波德·克雷門斯（英语：Prince Leopold Clement of Saxe-Coburg and Gotha）（1878年—1916年）
2. 多蘿西亞（英语：Princess Dorothea of Saxe-Coburg and Gotha）（1881年—1967年）